# Drvenik Mali (wieś)
Drvenik Mali – wieś w Chorwacji, w żupanii splicko-dalmatyńskiej, w mieście Trogir. W 2011 roku liczyła 87 mieszkańców.